# Ligue du Nord
Ligue
Pour les articles homonymes, voir Ligue.
La Ligue du Nord (en italien Lega Nord, en abrégé LN), officiellement la Ligue du Nord pour l'indépendance de la Padanie (Lega Nord per l'Indipendenza della Padania), est un parti politique italien initialement régionaliste et fédéraliste, souvent décrit comme populiste, d'extrême droite, eurosceptique, voire xénophobe,,. Elle est fondée en 1989, notamment par Umberto Bossi, qui en est son dirigeant historique.
Sous la direction de Matteo Salvini depuis 2013 et afin de viser l'électorat de l'ensemble du pays, le parti utilise à partir de 2018 l'appellation officieuse « Ligue » (Lega) ainsi qu’un parti ami, appelé la Ligue pour Salvini Premier ministre dans lequel il fusionne en 2020. À la fin des années 2010, la Ligue atteint sa popularité la plus importante : elle se trouve à la troisième place lors des élections générales de 2018 et à la première aux élections européennes de 2019. Mais après avoir quitté le gouvernement en septembre 2019 sa popularité décline, ce qui se traduit par une débâcle aux élections générales de 2022.

## Histoire
La Ligue du Nord a été créée en 1989 et comme parti politique deux ans plus tard, en 1991, de l'union de deux mouvements régionalistes : la Ligue lombarde (Lega Lombarda) et la Ligue vénète (Liga Veneta). À sa création, elle est dirigée par Umberto Bossi qui prônait (autrefois ouvertement, aujourd'hui beaucoup plus discrètement) l'indépendance de la Padanie (la région autour du fleuve Pô — qui n'a jamais été clairement définie par le parti qui cherchait alors à s'étendre aux régions voisines du Centre) et désormais le fédéralisme, surtout « fiscal ». Le parti est souvent critique du Mezzogiorno considéré comme une charge pesant sur l'économie du nord de l'Italie et dont le gouvernement italien (assimilé à une bande de voleurs, comme l'atteste le slogan « Roma ladrona ») serait l'émanation.
Son succès électoral initial est concentré sur la Lombardie et la Vénétie, où il dirige en alliance avec la droite, plusieurs provinces et mairies ; avec des résultats plus modestes dans le Piémont, sauf dans certaines communes, et en Ligurie. Il en va de même en Émilie-Romagne où l'on parle des dialectes gallo-italiques et où la Ligue est peu implantée. Ce mouvement s'est fortement engagé pour l'autonomie de la Padanie, et dans une certaine phase politique, alors qu'il était dans l'opposition, s'est même déclaré pour l'indépendance.
Ses députés européens étaient un temps inscrits au Groupe Indépendance/Démocratie dont ils ont été expulsés pour l'affaire des caricatures de Mahomet. La Ligue adhère alors à l'Union pour l'Europe des nations (UEN) avant de rejoindre en 2014 des partis d'extrême droite au sein du Mouvement pour l'Europe des nations et des libertés. Ce parti a été membre de la coalition de gouvernement depuis 2008, comme de 2001 à 2006, pour la troisième fois de son histoire ; et il a fait un score de plus de 8 % aux élections de 2008.
Une fois arrivé au pouvoir, il a obtenu que le gouvernement de Silvio Berlusconi fasse adopter une réforme constitutionnelle qui a été rejetée par référendum populaire en juin 2006, connue sous le nom anglais de devolution (un système fédéral qui aurait remplacé à terme le système régional actuel). Il a obtenu un début de fédéralisme fiscal qui n'est pas encore entré en application fin 2011.
Paradoxalement, pour un mouvement ancré dans les régions du nord, ses positions très hostiles à l'immigration illégale lui ont fait gagner 4 conseillers municipaux en Sicile, dont Angela Maraventano qui est devenue première adjointe du maire élu Bernardino De Rubeis, candidat du Mouvement pour les autonomies, qui est un parti politique autonomiste sicilien. C'est donc une coalition dite de centre-droit composée du Mouvement pour les autonomies, de la Ligue du Nord, de l'Union du centre et de l’Alliance nationale, qui a remporté les élections municipales jusqu'en 2012 à Lampedusa et Linosa, la commune la plus méridionale de l'Italie et la plus exposée aux débarquements de clandestins.
Avec la démission du gouvernement Berlusconi IV, la Ligue du Nord devient le seul parti d'opposition au Parlement et annonce une rupture avec Le Peuple de la liberté. Il annonce la réouverture du Parlement du Nord. En décembre 2011, la Ligue reprend la rhétorique d'une indépendance à la « Tchécoslovaque » de la Padanie, qui inclurait le Trentin et la Vénétie (mais pas le Frioul, le Haut-Adige ou la Vallée d'Aoste) ainsi que l'Émilie-Romagne.
Le 5 avril 2012, Umberto Bossi démissionne du poste de secrétaire fédéral, à la suite de sa mise en cause, avec plusieurs proches, dans une enquête de détournements de remboursements électoraux. Il est toutefois élu, à l'unanimité, président fédéral, tandis que Roberto Calderoli, Roberto Maroni et Manuela Dal Lago sont chargés de la direction provisoire de la Ligue.
Le 1er juillet 2012, Roberto Maroni prend la tête du parti en étant élu secrétaire fédéral. Umberto Bossi se voit attribuer le titre honorifique de président à vie du parti. Lors des élections générales italiennes de 2013, la Ligue ne recueille que 4,10 % des voix et perd la moitié de ses votants habituels. Elle conserve 18 sénateurs (mais dans quatre régions seulement : la Lombardie, 11, la Vénétie, 5 et le Piémont et le Trentin, 1) et 18 députés (qui s'étendent également à l'Émilie-Romagne et au Frioul-Vénétie Julienne). Roberto Maroni remporte néanmoins la présidence de la région Lombardie, en distançant de 5 points Umberto Ambrosoli. Maroni annonce que la Ligue restera à Rome dans l'opposition et qu'il demandera la tenue d'un congrès pour faire notamment élire son successeur au poste de secrétaire fédéral. Cette primaire a lieu le 7 décembre 2013 et c'est Matteo Salvini qui la remporte avec 82 % des voix,. Ce dernier annonce le 25 mars 2014 vouloir rédiger un programme avec le Front national en vue des élections européennes de 2014, où la Ligue perd quatre de ses neuf députés et siège alors parmi les non-inscrits, n'ayant pas réussi initialement à constituer un groupe avec le FN. Le 16 juin 2015 les députés européens de la Ligue du Nord, du FN et d'autres formations d'extrême droite annoncent la formation du groupe Europe des nations et des libertés. La Ligue du Nord est membre d'un parti européen, rassemblant uniquement des partis d'extrême droite constitué en 2014, le Mouvement pour l'Europe des nations et des libertés.
Peu après les élections européennes de 2014, Matteo Salvini, secrétaire fédéral de la Ligue du Nord (LN), lance l'idée de créer un parti politique allié à la Ligue du Nord en vue des prochaines échéances électorales dans les régions où la Ligue du Nord n'est pas présente, notamment dans le Sud.
Le 19 décembre 2014, Salvini annonce la création du nouveau parti lors d'une conférence de presse à Rome.
Depuis sa création, le NcS entretient des relations avec plusieurs militants locaux et organisations, de Souad Sbai, marocain d'origine, ancien député du parti Peuple de la Liberté (PdL) et militant anti-islamiste au mouvement nationaliste CasaPound. Le 8 février 2015, Salvini et Attaguile lancent la section sicilienne du parti à Palerme : Salvini a profité de l'occasion pour présenter ses excuses pour certains propos qu'avait tenus la Ligue du Nord sur le Sud.
Le 27 février, la LN et le NcS organisent un meeting commun à Rome. Les intervenants, mis à part Matteo Salvini et Luca Zaia, étaient des représentants de certaines associations professionnelles et sociales ainsi que des syndicats (notamment Claudio Ardizio, un des chefs de file locaux de L'autre Europe avec Tsipras, une coalition électorale de gauche), Souad Sbai, le partisan de l'impôt à taux unique Armando Siri, la présidente de Frères d'Italie - Alliance nationale (Fdl) Giorgia Meloni et le député de CasaPound Simone Di Stefano.
En novembre, Salvini a organisé un rassemblement à Bologne et, afin d'élargir son électorat, invite Silvio Berlusconi, ancien Premier ministre et leader de Forza Italia (FI) ainsi que Giorgia Meloni,. CasaPound/Souveraineté, qui n'avait pas été invité, n'a pas apprécié le virage « modéré » de Salvini et déserte le meeting,. Salvini ainsi que les leaders de CasaPound ont tous deux confirmé qu'ils n'étaient plus disposés à collaborer à cause de divergences de points de vue.
Trois députés ont, depuis, rejoint le parti: Barbara Saltamartini (ex-AN/PdL/NCD), Guglielmo Picchi (ex-FI/PdL/FI) et Giuseppina Castiello (ex-/FI/PdL/FI).
En avril 2016, Irene Pivetti, ancienne présidente de la Chambre des députés et ancienne présidente de la Fondation pour le développement entre l'Italie et la Chine annonce qu'elle serait candidate aux élections municipales à Rome pour le parti. Elle avait quitté la Ligue du Nord en 1996,

Lors des élections locales en 2016, la Ligue du Nord obtient de bons résultats dans le Nord, en particulier dans son fief de la Vénétie, tandis que le NcS a obtenu de faibles résultats, notamment, à Rome, où le parti réalise le score de 2,7%.

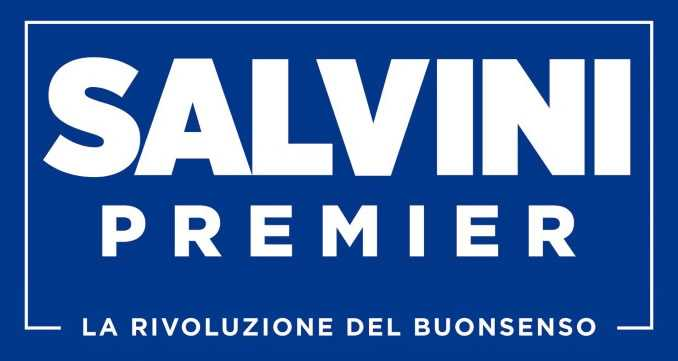
Logo de campagne en 2017.

En juillet 2017, plusieurs responsables de la Ligue du Nord, dont son président Umberto Bossi et son trésorier Francesco Belsito, sont condamnés à diverses peines de prison pour détournement de fonds publics. Près d'un million d'euros de subventions publiques à la Ligue du Nord avait été détourné entre 2009 et 2011 par ses dirigeants pour des dépenses personnelles.
Après une décision prise le 27 octobre 2017 par Salvini et confirmée par le conseil fédéral de la Ligue le 21 décembre 2017, pour les élections législatives du 4 mars 2018, le nom qui figure désormais sur le symbole électoral est ainsi devenu « Ligue » (en italien : Lega) tout court, le parti se présentant dans la presque totalité des circonscriptions électorales, y compris dans le Midi, afin de pouvoir devancer, le cas échéant, Forza Italia avec laquelle il est allié. Celui des deux qui devancerait l'autre prétendrait au poste de Président du Conseil, ce qu'ambitionne Salvini. La Ligue obtient près de 18 % des votes, les experts italiens soulignant la performance étonnante de Matteo Salvini.
Lors des élections générales de 2018, la Ligue atteint 17,3 % des suffrages. La coalition de centre droit que la Ligue forme avec Forza Italia de Silvio Berlusconi et le parti nationaliste Frères d'Italie obtient 37 % des voix et devance ainsi largement la coalition de centre gauche, menée par le Parti démocrate. Le Mouvement 5 étoiles (M5S) est cependant le grand vainqueur de ces élections, obtenant à lui seul 33 % des suffrages. Après plusieurs mois de négociations, la Ligue et le M5S s'accordent sur un accord de gouvernement. De nombreuses divergences apparaissent cependant entre les deux partis. La Ligue souhaite ainsi instaurer une politique fiscale plus avantageuse pour les petits entrepreneurs qui forment sa base sociale dans le Nord, tandis que le M5S entend créer un revenu minimum garanti pour aider les chômeurs, les précaires et les plus pauvres. Sur les questions étrangères, le dirigeant du M5S exprime un soutien au mouvement français des Gilets jaunes, que Matteo Salvini considère comme des « casseurs ».
Lors des élections européennes de mai 2019, le parti enregistre une percée électorale enregistrant 34,26% des suffrages, un record pour le parti. En août, Matteo Salvini annonce la fin de la coalition gouvernementale avec le Mouvement 5 étoiles et demande de nouvelles élections générales. Cette demande n'étant pas satisfaite, le parti rentre dans l'opposition au gouvernement Conte II.
Le 19 octobre 2019, Matteo Salvini organise un large meeting à Rome avec ses alliés de la coalition de centre droit rassemblant des dizaines de milliers de personnes en opposition au nouveau gouvernement.
Au cours de l'année 2019, la Ligue réalise une percée dans tout le pays au cours des élections régionales. La coalition de centre-droit parvient à remporter 5 présidences sur les 5 qui étaient acquises au Parti démocrate.
Le 27 octobre 2019, Donatella Tesei, sénatrice du parti, parvient à prendre la présidence de l'Ombrie à l'issue des élections régionales.
En août 2020, la Ligue change de nom et devient la « Ligue pour Salvini Premier ministre », officialisant ainsi, selon Francesco Maselli de L'Opinion, « sa transformation d’un parti sécessionniste en parti nationaliste dont le destin est lié à son leader ».
En 2021, la Ligue entre au gouvernement Draghi, revenant ainsi au pouvoir après avoir siégé dans l'opposition au gouvernement Conte II, alors que Matteo Salvini plaidait depuis 2019 pour la convocation d'élections anticipées. Ce choix témoigne, selon Valérie Segond du Figaro, d'« un véritable recentrage » du parti, mûri depuis plusieurs mois sous l'influence de son stratège Giancarlo Giorgetti (ami de Mario Draghi), et d'« un grand retour aux origines de la Ligue du Nord proeuropéenne et fédéraliste, celle des entrepreneurs sous-traitants de l'industrie allemande », selon l'historien Giulio Sapelli. En parallèle, la stratégie d'alliance de Matteo Salvini avec le Rassemblement national français, notamment au sein du groupe du Parlement européen Identité et démocratie, se voit mise en doute.

## Classification
De nombreux politologues et observateurs politiques considèrent la Ligue du Nord comme un parti de droite populiste,,,,,, de droite radicale,, voire d’extrême droite,, ce positionnement à la droite extrême étant de plus en plus envisagé depuis son virage en 2014[réf. incomplète] alors que d’autres considèrent que les différences sont trop importantes avec les partis types de la droite populiste européenne pour l'y ranger, alors que le qualificatif d’extrême droite est rejeté par un politologue central[Qui ?] de la « Nouvelle Droite » transalpine (« Nuova Destra »).

## Idéologie
La Ligue du Nord désigne à ses débuts ses ennemis principaux : Rome, perçue comme corrompue et bureaucratique, et le sud de l'Italie, dont les habitants sont décrits comme des fainéants et des parasites.
Le parti tient un discours très critique envers l'Union européenne (UE), en particulier envers l'euro. Matteo Salvini a une fois affirmé que l'euro était un « crime contre l'humanité ». La Ligue du Nord a cependant voté en faveur du traité de Maastricht (1992) et du traité de Lisbonne (2007).
Le parti est également opposé à l'immigration illégale, un problème qui s'est intensifié en 2012, en particulier dans le Sud,.
Le NcS est en faveur de l'impôt à taux unique, de réductions d'impôt, du fédéralisme fiscal. Il vote en 2012 en faveur de l’inscription de l’interdiction des déficits dans la Constitution comme le souhaitait le gouvernement de Mario Monti. Le parti est également protectionniste et, dans une certaine mesure, agrarien. Sur les questions sociales, le NcS s'oppose au mariage homosexuel et à la gestion actuelle de l'immigration par l'UE. Bien qu'il revendique incarner les valeurs traditionnelles familiales, le parti est pour la légalisation des maisons closes.
En matière de politique étrangère, NcS s'oppose à l'embargo international contre la Russie de 2014, et est favorable à une collaboration économique avec les pays d'Europe de l'Est ainsi qu'avec des pays de l'Extrême-Orient tels que la Corée du Nord,. Il soutient Israël dans le cadre du conflit israélo-palestinien et souhaite que l'Italie reconnaisse Jérusalem comme capitale d'Israël[réf. nécessaire].
Si la Ligue a adopté un agenda nationaliste sous la direction de Matteo Salvini, l’universitaire Stefano Palombarini estime que « [son] socle électoral n’a pas changé, c’est toujours celui de la Vénétie », et indique : « les revendications des barons de la Ligue n’ont pas changé : ils veulent plus d’autonomie pour le Nord. C’est le cœur de leur programme ».

## Résultats électoraux
En 1985, la Lega Lombarda conquiert ses premiers élus lors des élections municipales de Varèse et de Gallarate (près de Milan).
En 1987, la première élection parlementaire du parti concerne son dirigeant Umberto Bossi qui est élu sénateur, d'où son surnom actuel de Senatur (sénateur en dialecte lombard) et avec lui Giuseppe Leoni (it), député à la Chambre.

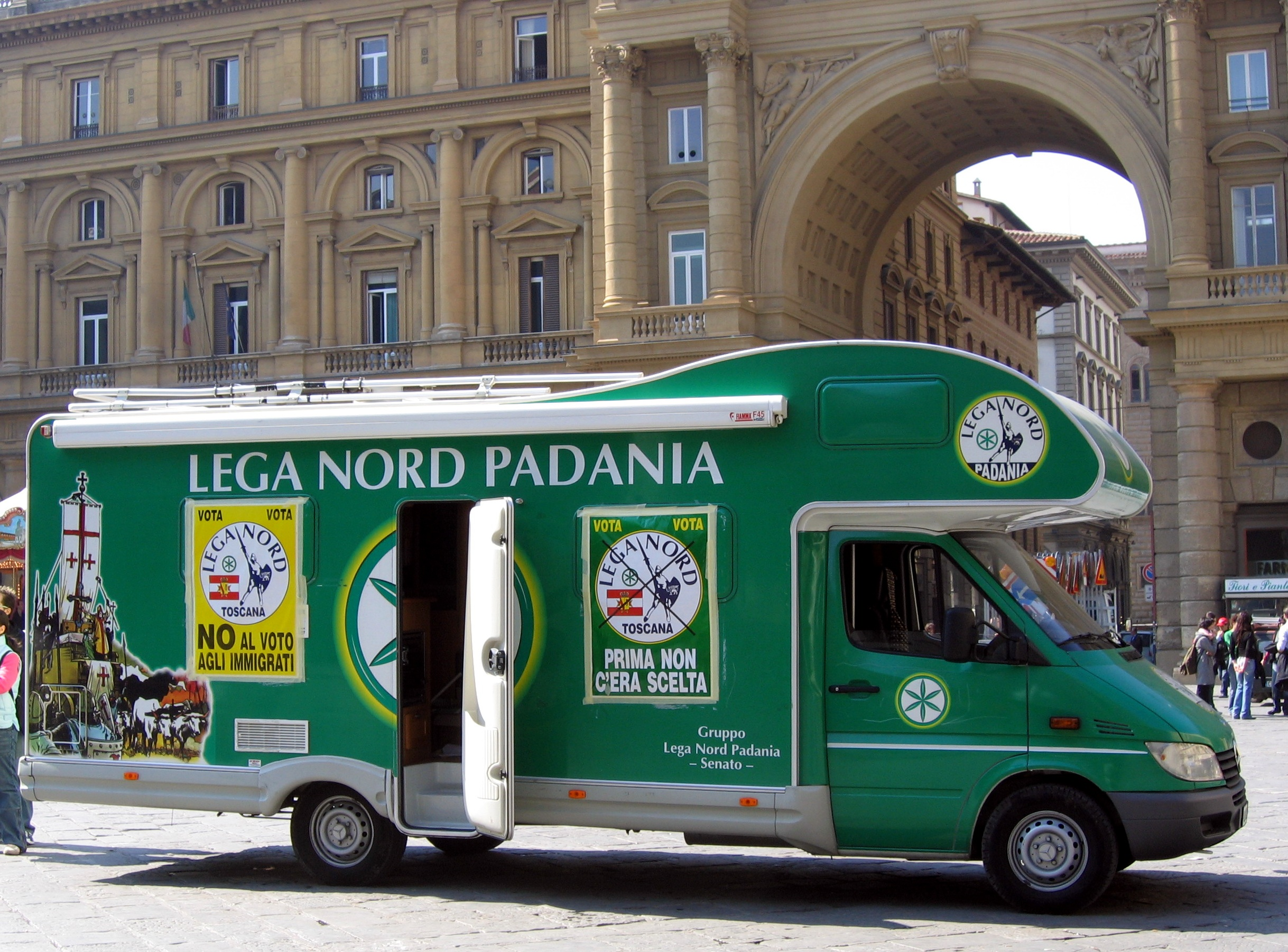
Un véhicule de la Ligue du Nord utilisé dans le cadre de la campagne pour les élections régionales à Florence en avril 2005.

Avant les élections de 2008, elle disposait de 30 (réduits à 28, en 2005) députés (sur 630) à la Chambre et de 17 sénateurs (sur 320) au Sénat ainsi que de quatre députés au Parlement européen sur 78 qui ont fait partie un temps du Groupe Indépendance/Démocratie (IND-DEM), avant de repasser « non-inscrits » (1 615 834 voix — 5,0 % au niveau national) : Mario Borghezio, Francesco Speroni, Matteo Salvini (élus dans la circonscription du Nord-Ouest) en plus d'Umberto Bossi (élu dans la circonscription du Nord-Est) qui a démissionné le 19 juillet de son poste de ministre italien des Réformes pour aller à Strasbourg. Ce dernier a longtemps été en convalescence après avoir subi une attaque cérébrale à la veille des dernières élections. Sa convalescence semble être terminée en janvier 2005 mais il a des séquelles (élocution).
Elle dispose de soixante députés après les élections générales des 13 et 14 avril 2008, où elle obtient le meilleur score de son histoire : plus de trois millions de votes (8,53 %). Au Sénat, elle recueille 8,13 % des voix et vingt-cinq sénateurs.
Dans le gouvernement Berlusconi IV, la Ligue dispose d'un total de quatre ministres et huit secrétaires d'État.
En obtenant 3 126 915 voix aux élections européennes de 2009, la Ligue du Nord atteint 10,2 % des voix soit neuf députés européens (+ 5) : Umberto Bossi est élu dans trois circonscriptions (1, 2 et 3), M. Borghezio (réélu), F. Provera, Matteo Salvini (réélu) et F. Speroni (réélu) sont élus dans la 1re circonscription (Nord-Occidentale) tandis que Lorenzo Fontana et G. Scottà le sont dans la 2e (Nord-Orientale), ce qui confirme le caractère principalement nordiste du mouvement.
Lors des élections administratives de 2009 (it), la Ligue du Nord a obtenu, avec le soutien des autres partis de droite, la présidence de sept nouvelles provinces : Bergame, Brescia, Belluno, Biella, Coni, Lodi et Venise. Elle conserve la présidence des six provinces qu'elle dirigeait déjà. Au total, cela porte à treize le nombre de provinces qui ont à leur tête un membre de la Ligue du Nord.
Par ailleurs, lors de ce même scrutin, elle revendique l'élection de 261 maires dont huit dans des communes de plus de 15 000 habitants.
Lors des élections régionales de 2010, la Ligue du Nord, toujours alliée au Peuple de la liberté, se présentait dans 8 des 13 régions concernées par le vote (Piémont, Lombardie, Vénétie, Ligurie, Émilie-Romagne, Toscane, Marches, Ombrie). Dans deux de ces régions, c'est le candidat tête de liste de la Ligue, Roberto Cota(Piémont) et Luca Zaia (Vénétie) qui l'a emporté. En tout, elle remporte 12,28 % des voix dans les 13 régions (et 14,88 % dans les 8 régions où elle se présentait). Par rapport aux précédentes élections (2005), elle double ses voix. Néanmoins, elle perd environ 117 000 voix par rapport à 2008 (moins 4,1 points) et 195 000 par rapport à 2009 (moins 6,6 points), en raison notamment d'une participation moindre.
Lors des élections européennes de 2014, la Ligue du Nord obtient 1 686 556 voix (6,16 %) en fort recul par rapport aux précédentes élections. Matteo Salvini obtient à lui seul 331 381 voix de préférence mais réparties sur deux circonscriptions : 222 720 en Italie du Nord-Ouest et 108 661 en Italie du Nord-Est. Ce résultat ne lui donne que cinq députés au total au lieu de neuf : en plus de Salvini, Flavio Tosi, le maire de Vérone, avec 99 565 voix mais qui va laisser sa place de député pour rester maire, Mara Bizzotto (45 270), Lorenzo Fontana (27 230) et Gianluca Buonanno (26 600).
Lors des élections générales de 2018, le parti termine troisième (17,35%) et participe à une coalition avec le M5S.
Lors des élections européennes de mai 2019, le parti enregistre une percée électorale enregistrant 34,26% des suffrages, un record pour le parti. En octobre 2019, à l'issue des élections régionales en Ombrie, l'alliance de droite menée par la Ligue remporte largement la victoire et fait perdre à la gauche un de ses fiefs historiques. La Ligue réussit une « percée spectaculaire » gagnant 50 % de votes depuis les législatives de 2018.

### Présidents de régions en 2020
| Région                                    | Nom                  | Depuis le        |
| ----------------------------------------- | -------------------- | ---------------- |
| Frioul-Vénétie Julienne (région autonome) | Massimiliano Fedriga | 3 mai 2018       |
| Lombardie                                 | Attilio Fontana      | 26 mars 2018     |
| Vénétie                                   | Luca Zaia            | 13 avril 2010    |
| Ombrie                                    | Donatella Tesei      | 11 novembre 2019 |

### Élections parlementaires

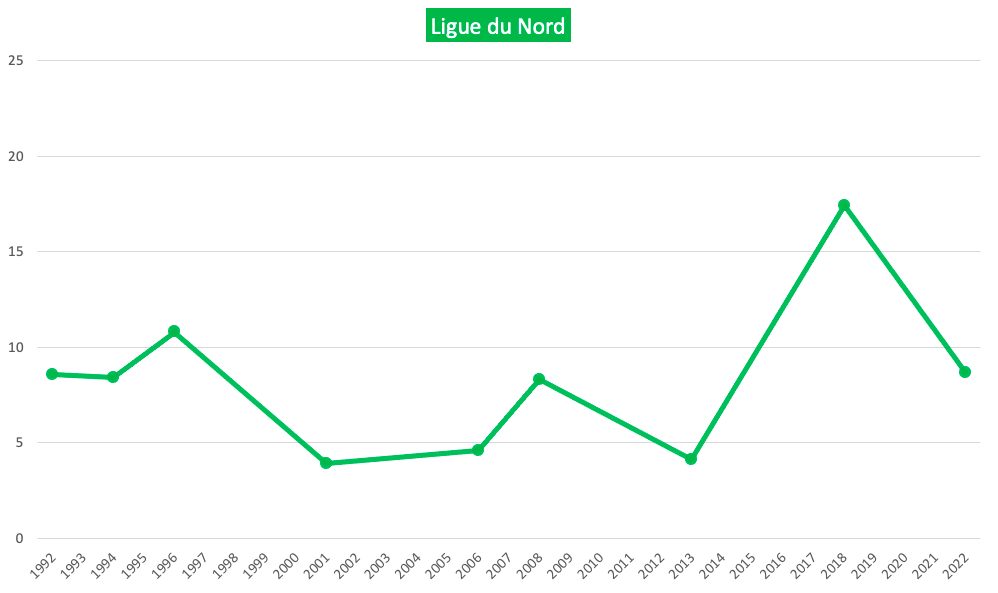
Evolution des résultats électoraux de la Ligue du Nord à la Chambre des Députés, de 1992 à 2022.

| Année | Chambre des députés | Chambre des députés | Chambre des députés | Chambre des députés | Sénat | Sénat | Sénat    | Gouvernement                |
| Année | Voix                | %                   | Rang                | Sièges              | %     | Rang  | Sièges   | Gouvernement                |
| ----- | ------------------- | ------------------- | ------------------- | ------------------- | ----- | ----- | -------- | --------------------------- |
| 1992  | 3 396 012           | 8,6                 | 4e                  | 55 / 630            | 8,2   | 5e    | 25 / 304 | Opposition                  |
| 1994  | 3 235 248           | 8,4                 | 5e                  | 118 / 630           | 8,4   | 5e    | 60 / 304 | Berlusconi I, Opposition    |
| 1996  | 3 776 354           | 10,8                | 4e                  | 59 / 630            | 10,4  | 4e    | 27 / 304 | Opposition                  |
| 2001  | 1 464 301           | 3,9                 | 6e                  | 30 / 630            | 3,9   | 6e    | 17 / 304 | Berlusconi II et III        |
| 2006  | 1 747 730           | 4,6                 | 6e                  | 28 / 630            | 4,5   | 6e    | 13 / 304 | Opposition                  |
| 2008  | 3 024 522           | 8,3                 | 3e                  | 60 / 630            | 7,9   | 3e    | 26 / 304 | Berlusconi IV, Opposition   |
| 2013  | 1 390 156           | 4,1                 | 5e                  | 20 / 630            | 4,3   | 5e    | 18 / 315 | Opposition                  |
| 2018  | 5 691 921           | 17,4                | 3e                  | 125 / 630           | 17,6  | 3e    | 58 / 315 | Conte I, Opposition, Draghi |
| 2022  | 2 458 752           | 8,7                 | 3e                  | 66 / 400            | 8,8   | 3e    | 30 / 200 | Meloni                      |

### Élections européennes
| Année | Voix      | %    | Rang | Sièges  | Groupe                                          |
| ----- | --------- | ---- | ---- | ------- | ----------------------------------------------- |
| 1994  | 2 172 317 | 6,6  | 5e   | 6 / 87  | ELDR                                            |
| 1999  | 1 395 547 | 4,5  | 6e   | 4 / 87  | GTI (1999-2001), NI (2001-2004)                 |
| 2004  | 1 613 506 | 5,0  | 6e   | 4 / 78  | IND/DEM (2004-2006), NI (2006), UEN (2006-2009) |
| 2009  | 3 126 181 | 10,2 | 3e   | 9 / 72  | ELD                                             |
| 2014  | 1 688 197 | 6,2  | 4e   | 5 / 73  | NI (2014-2015), ENL (à partir de 2015)          |
| 2019  | 9 175 108 | 34,3 | 1er  | 29 / 76 | ID                                              |
| 2024  | 2 099 355 | 9,0  | 5e   | 8 / 76  | ID                                              |

### Élections régionales

#### Abruzzes
| Année | Voix    | %     | +/- | Sièges  | +/- | Gouvernement |
| ----- | ------- | ----- | --- | ------- | --- | ------------ |
| 2019  | 165 008 | 27,53 | Nv. | 10 / 31 | 10  | En coalition |

#### Basilicate
| Année | Voix   | %     | +/- | Sièges | +/- | Gouvernement |
| ----- | ------ | ----- | --- | ------ | --- | ------------ |
| 2019  | 55 393 | 19,15 | Nv. | 6 / 21 | 6   | En coalition |

#### Calabre
| Année | Voix   | %     | +/-  | Sièges | +/-           | Gouvernement |
| ----- | ------ | ----- | ---- | ------ | ------------- | ------------ |
| 2020  | 95 400 | 12,25 | Nv.  | 4 / 31 | 4             | En coalition |
| 2021  | 63 459 | 8,33  | 3,92 | 4 / 31 | en stagnation | En coalition |

#### Campanie
| Année | Voix    | %    | +/- | Sièges | +/- | Gouvernement      |
| ----- | ------- | ---- | --- | ------ | --- | ----------------- |
| 2020  | 133 152 | 5,65 | Nv. | 3 / 51 | 3   | Dans l'opposition |

#### Émilie-Romagne
| Année | Voix    | %     | +/-   | Sièges  | +/- | Gouvernement      |
| ----- | ------- | ----- | ----- | ------- | --- | ----------------- |
| 1995  | 86 400  | 3,36  | Nv.   | 1 / 50  | 1   | Dans l'opposition |
| 2000  | 79 714  | 3,31  | 0,05  | 1 / 50  | 0   | Dans l'opposition |
| 2005  | 109 092 | 4,78  | 1,47  | 3 / 50  | 2   | Dans l'opposition |
| 2010  | 288 601 | 13,68 | 8,90  | 4 / 50  | 1   | Dans l'opposition |
| 2014  | 233 439 | 19,42 | 5,74  | 9 / 50  | 5   | Dans l'opposition |
| 2020  | 690 864 | 31,95 | 12,53 | 15 / 50 | 6   | Dans l'opposition |

#### Frioul-Vénétie Julienne
| Année | Voix    | %     | +/-   | Sièges  | +/- | Gouvernement      |
| ----- | ------- | ----- | ----- | ------- | --- | ----------------- |
| 1993  | 212 497 | 26,7  | Nv.   | 18 / 60 | 18  | En coalition      |
| 1998  | 114 156 | 20,6  | 6,1   | 14 / 60 | 4   | En coalition      |
| 2003  | 46 408  | 9,33  | 11,3  | 4 / 60  | 10  | Dans l'opposition |
| 2008  | 73 239  | 12,93 | 3,60  | 8 / 59  | 4   | En coalition      |
| 2013  | 33 050  | 8,28  | 4,65  | 3 / 49  | 5   | Dans l'opposition |
| 2018  | 147 464 | 34,91 | 26,63 | 18 / 49 | 15  | En coalition      |
| 2023* | 145 309 | 36,79 | 1,88  | 17 / 49 | 1   | En coalition      |

*en comptant les listes de candidats membres du parti

#### Latium
| Année | Voix    | %    | +/-  | Sièges | +/- | Gouvernement      |
| ----- | ------- | ---- | ---- | ------ | --- | ----------------- |
| 2018  | 252 772 | 9,96 | Nv.  | 4 / 51 | 4   | Dans l'opposition |
| 2023  | 131 811 | 8,51 | 1,45 | 3 / 51 | 1   | En coalition      |

#### Ligurie
| Année | Voix    | %     | +/-   | Sièges | +/- | Gouvernement      |
| ----- | ------- | ----- | ----- | ------ | --- | ----------------- |
| 2000  | 32 104  | 4,32  | Nv.   | 1 / 40 | 1   | En coalition      |
| 2005  | 38 060  | 4,67  | 0,35  | 1 / 40 | 0   | Dans l'opposition |
| 2010  | 76 265  | 10,22 | 5,55  | 3 / 40 | 2   | Dans l'opposition |
| 2015  | 109 209 | 20,25 | 10,03 | 5 / 31 | 2   | En coalition      |
| 2020  | 107 371 | 17,14 | 3,11  | 6 / 31 | 1   | En coalition      |

#### Lombardie
| Année | Voix      | %     | +/-   | Sièges  | +/- | Gouvernement        |
| ----- | --------- | ----- | ----- | ------- | --- | ------------------- |
| 1985  | 28 074    | 0,46  | Nv.   | 0 / 80  | 0   | Extra-parlementaire |
| 1990  | 1 183 493 | 18,94 | 18,48 | 15 / 80 | 15  | En coalition        |
| 1995  | 879 139   | 17,66 | 1,28  | 12 / 90 | 3   | Dans l'opposition   |
| 2000  | 702 479   | 15,42 | 2,24  | 11 / 80 | 1   | En coalition        |
| 2005  | 693 464   | 15,82 | 0,40  | 15 / 80 | 4   | En coalition        |
| 2010  | 1 117 127 | 26,21 | 10,39 | 20 / 80 | 5   | En coalition        |
| 2013* | 1 253 770 | 23,19 | 3,02  | 27 / 80 | 7   | En coalition        |
| 2018* | 1 630 151 | 31,10 | 7,91  | 30 / 80 | 3   | En coalition        |
| 2023* | 653 562   | 22,69 | 8,41  | 19 / 80 | 11  | En coalition        |

*en comptant les listes de candidats membres du parti

#### Marches
| Année | Voix    | %     | +/-  | Sièges | +/- | Gouvernement        |
| ----- | ------- | ----- | ---- | ------ | --- | ------------------- |
| 2000  | 2 124   | 0,26  | Nv.  | 0 / 40 | 0   | Extra-parlementaire |
| 2005  | 6 866   | 0,87  | 0,61 | 0 / 40 | 0   | Extra-parlementaire |
| 2010  | 45 726  | 6,33  | 5,46 | 2 / 43 | 2   | Dans l'opposition   |
| 2015  | 69 065  | 13,02 | 6,69 | 3 / 31 | 1   | Dans l'opposition   |
| 2020  | 139 438 | 22,38 | 9,36 | 8 / 31 | 5   | En coalition        |

#### Molise
| Année | Voix    | %    | +/- | Sièges | +/- | Gouvernement |
| ----- | ------- | ---- | --- | ------ | --- | ------------ |
| 2018  | 119 556 | 8,23 | Nv. | 2 / 21 | 2   | En coalition |

#### Ombrie
| Année | Voix    | %     | +/-   | Sièges | +/- | Gouvernement        |
| ----- | ------- | ----- | ----- | ------ | --- | ------------------- |
| 2000  | 1 227   | 0,25  | Nv.   | 0 / 30 | 0   | Extra-parlementaire |
| 2010  | 17 887  | 4,34  | Nv.   | 1 / 30 | 1   | Dans l'opposition   |
| 2015  | 49 203  | 13,99 | 9,65  | 2 / 21 | 1   | Dans l'opposition   |
| 2019  | 154 413 | 36,95 | 22,96 | 9 / 21 | 7   | En coalition        |

#### Piémont
| Année | Voix    | %     | +/-   | Sièges  | +/- | Gouvernement      |
| ----- | ------- | ----- | ----- | ------- | --- | ----------------- |
| 1995  | 217 194 | 9,86  | Nv.   | 5 / 60  | 5   | Dans l'opposition |
| 2000  | 153 935 | 7,56  | 2,30  | 3 / 60  | 2   | En coalition      |
| 2005  | 173 020 | 8,46  | 0,90  | 4 / 63  | 1   | Dans l'opposition |
| 2010  | 317 065 | 16,74 | 8,28  | 14 / 60 | 10  | En coalition      |
| 2014  | 141 741 | 7,27  | 9,47  | 2 / 50  | 12  | Dans l'opposition |
| 2019  | 712 703 | 37,11 | 29,84 | 23 / 51 | 21  | En coalition      |

#### Pouilles
| Année | Voix    | %    | +/-  | Sièges | +/- | Gouvernement        |
| ----- | ------- | ---- | ---- | ------ | --- | ------------------- |
| 2015  | 38 661  | 2,42 | Nv.  | 0 / 51 | 0   | Extra-parlementaire |
| 2020  | 160 507 | 9,57 | 7,15 | 4 / 51 | 4   | Dans l'opposition   |

#### Sardaigne
| Année | Voix   | %     | +/- | Sièges | +/- | Gouvernement |
| ----- | ------ | ----- | --- | ------ | --- | ------------ |
| 2019  | 81 421 | 11,40 | Nv. | 8 / 60 | 8   | En coalition |

#### Sicile
| Année | Voix    | %    | +/- | Sièges | +/- | Gouvernement |
| ----- | ------- | ---- | --- | ------ | --- | ------------ |
| 2017* | 108 713 | 5,65 | Nv. | 4 / 70 | 4   | En coalition |
| 2022  | 127 454 | 6,82 | Nv. | 4 / 70 | 0   | En coalition |

*en coalition avec Fratelli d'Italia

#### Toscane
| Année | Voix    | %     | +/-  | Sièges | +/- | Gouvernement        |
| ----- | ------- | ----- | ---- | ------ | --- | ------------------- |
| 1995  | 15 049  | 0,70  | Nv.  | 0 / 50 | 0   | Extra-parlementaire |
| 2000  | 11 256  | 0,57  | 0,13 | 0 / 50 | 0   | Extra-parlementaire |
| 2005  | 22 284  | 1,27  | 0,70 | 0 / 65 | 0   | Extra-parlementaire |
| 2010  | 98 523  | 6,48  | 5,21 | 3 / 53 | 3   | Dans l'opposition   |
| 2015  | 214 430 | 16,02 | 9,54 | 6 / 41 | 3   | Dans l'opposition   |
| 2020  | 351 977 | 21,78 | 5,76 | 9 / 41 | 3   | Dans l'opposition   |

#### Trentin-Haut-Adige
| Année | Voix    | %   | +/-               | Sièges | +/- | Gouvernement      |
| ----- | ------- | --- | ----------------- | ------ | --- | ----------------- |
| 1993  | 50 210  | 9,6 | Nv.               | 7 / 70 | 7   | Dans l'opposition |
| 1998  | 27 547  | 4,7 | 4,9               | 3 / 70 | 4   | Dans l'opposition |
| 2003  |         |     |                   | 2 / 70 | 1   | Dans l'opposition |
| 2008  | 8 / 70  | 6   | Dans l'opposition |        |     |                   |
| 2013  | 2 / 70  | 5   | Dans l'opposition |        |     |                   |
| 2018  | 18 / 70 | 16  | En coalition      |        |     |                   |
| 2023  | 7 / 70  | 11  | En coalition      |        |     |                   |

#### Vallée d'Aoste
| Année | Voix   | %     | +/-  | Sièges  | +/- | Gouvernement        |
| ----- | ------ | ----- | ---- | ------- | --- | ------------------- |
| 1993  | 6 176  | 7,59  | Nv.  | 3 / 35  | 3   | Dans l'opposition   |
| 1998  | 2 653  | 3,39  | 4,20 | 0 / 35  | 3   | Extra-parlementaire |
| 2018  | 10 872 | 17,06 | Nv.  | 7 / 35  | 7   | Dans l'opposition   |
| 2020  | 15 837 | 23,90 | 6,84 | 11 / 35 | 4   | Dans l'opposition   |

#### Vénétie
| Année | Voix      | %     | +/-   | Sièges  | +/- | Gouvernement        |
| ----- | --------- | ----- | ----- | ------- | --- | ------------------- |
| 1980  | 13 236    | 0,5   | Nv.   | 0 / 60  | 0   | Extra-parlementaire |
| 1985  | 112 275   | 3,7   | 3,2   | 2 / 60  | 2   | Dans l'opposition   |
| 1990  | 180 676   | 5,9   | 2,2   | 3 / 60  | 1   | En coalition        |
| 1995  | 422 410   | 16,68 | 10,78 | 9 / 65  | 6   | Dans l'opposition   |
| 2000  | 274 472   | 11,97 | 4,71  | 7 / 60  | 2   | En coalition        |
| 2005  | 337 896   | 14,65 | 2,68  | 11 / 60 | 4   | En coalition        |
| 2010  | 788 581   | 35,16 | 20,51 | 20 / 60 | 9   | En coalition        |
| 2015* | 757 329   | 40,92 | 5,76  | 23 / 51 | 3   | En coalition        |
| 2020* | 1 263 919 | 61,49 | 20,57 | 32 / 51 | 9   | En coalition        |

*en comptant les listes de candidats membres du parti

## Dirigeants

### Secrétaire fédéral
Le secrétaire fédéral est le principal dirigeant du parti. Il choisit la ligne politique et est le leader électoral du parti.
| Photo          | Nom (naissance - décès)    | Dates            | Dates            | Élection  |
| -------------- | -------------------------- | ---------------- | ---------------- | --------- |
| Umberto Bossi  | Umberto Bossi (1941-)      | 4 décembre 1989  | 5 avril 2012     | Aucune    |
| Roberto Maroni | Roberto Maroni (1955-2022) | 1er juillet 2012 | 15 décembre 2013 | Aucune    |
| Matteo Salvini | Matteo Salvini (1973-)     | 15 décembre 2013 | En fonction      | 2013 2017 |

### Président fédéral
Le président fédéral s'occupe de la coordination et du fonctionnement du parti.
- Marilena Marin (1989 - 1991)
- Franco Rocchetta (1991 - 1994)
- Stefano Stefani (1995 - 2002)
- Luciano Gasperini (2002 - 2005)
- Angelo Alessandri (2005 - 2012)
- Umberto Bossi (depuis 2012)

## Symbole et médias
Le symbole du parti est devenu le guerrier Alberto da Giussano qui recouvre la carte de la Lombardie — un rappel historique au serment de Pontida et à la bataille de Legnano, où les villes de la plaine du Pô réunies autour du Carroccio battirent l'empereur Frédéric Barberousse.
Le vert est la couleur du parti (chemises, cravates). Cependant Matteo Salvini privilégie le bleu depuis qu'il a obtenu d'enlever la mention Nord du logo du parti. Pour le gouvernement Conte, il utilise sur Twitter la mention « gialloblu », autrement dit jaune et bleu, en juin 2018.
La Ligue dispose également d'un journal, La Padania, d'une télévision, Tele Padania et d'une radio (Radio Padania libera). Son média internet prend pour titre Il Populista.

## Sièges régionaux
Comme son nom l'indique, la Ligue du Nord n'est dans un premier temps active et ne se présentait aux élections, même nationales, que dans le Nord de l'Italie. À partir de 2018, elle se présente dans toutes les régions avec un nom « Lega » qui ne comporte plus la mention Nord.

### Dans le nord de l'Italie

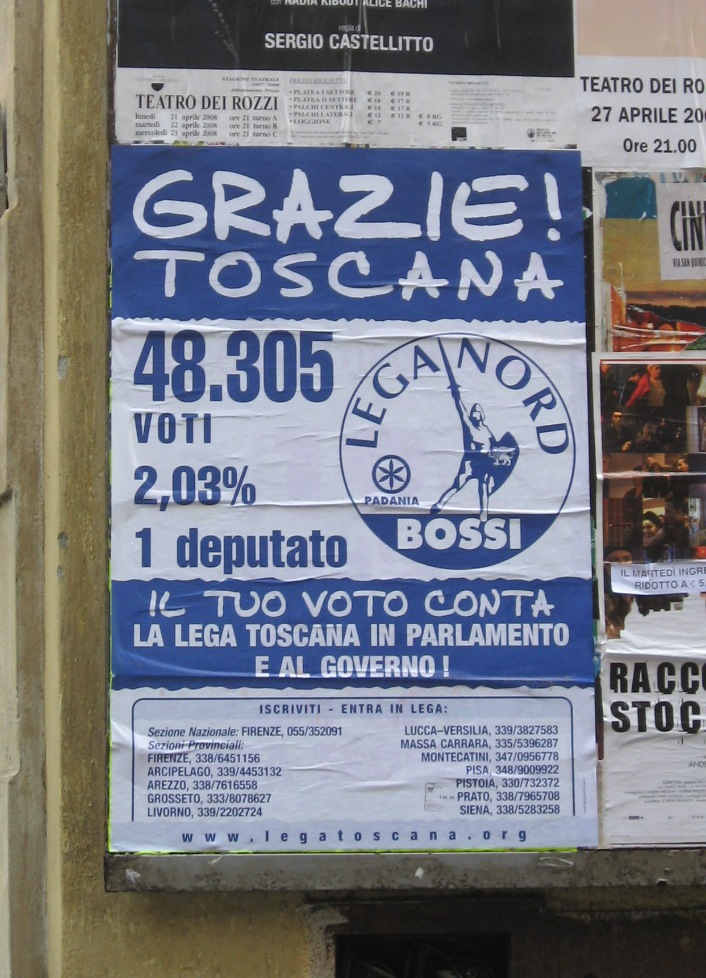
Une affiche de la Ligue du Nord en Toscane en 2008.

- Lega Nord Alto Adige-Südtirol (Province autonome de Bolzano)
- Lega Nord Emilia (Émilie-Romagne)
- Lega Nord Friuli Venezia Giulia (Frioul-Vénétie Julienne)
- Lega Nord Lombardia (Lega Lombarda) (Lombardie), à l'origine de tout le parti
- Lega Nord Liguria (Ligurie)
- Lega Nord Marche (Marches)
- Lega Nord Piemont (Piémont)
- Lega Nord Romagna (Romagne)
- Lega Nord Toscana (Toscane)
- Lega Nord Trentino (Trentin)
- Lega Nord Umbria (Ombrie)
- Ligue du Nord Vallée d'Aoste (Vallée d'Aoste)
- Lega Nord Veneto (Liga Veneta) (Vénétie).

### Noi con Salvini
Nous avec Salvini (italien : Noi con Salvini, NcS), est un parti politique populiste italien,, dont les principaux thèmes de campagne sont l'euroscepticisme et une forte opposition à l'immigration clandestine. Le parti, fondé par Matteo Salvini, le 19 décembre 2014, est le principal allié de la Ligue du Nord (LN). Il est actif dans la région du Latium, dans le sud de l'Italie et en Sardaigne,.
Salvini est le président du parti, Raffaele Volpi (sénateur de la Ligue du Nord) en est le vice-président, tandis qu'Angelo Attaguile, ancien membre du Parti des Siciliens, qui a été le premier député à rejoindre le parti, en est le secrétaire et le chef de file en Sicile,.

### Ligue du Nord Vallée d'Aoste
Fondée en 1991, elle fonctionne comme section « nationale » (sous-entendre, régionale) de la Ligue du Nord dans la région.
Aux élections régionales de 2008, ce parti apporte un soutien sans participation à la coalition régionaliste de centre-gauche composée de l'Union valdôtaine, de Stella Alpina et de la Fédération autonomiste, vainqueur des élections.
Après avoir enregistré des scores électoraux importants dans les premières années de son existence, le parti subit une perte de voix dans la région au fil des ans, et ne représente alors qu'une faible force politique comparée aux autres sections « nationales » de la Ligue du Nord. Aux élections européennes de 2009, il remporte seulement 4,4 % des voix, ce qui s'explique par l'assise électorale des autres partis de la région, notamment l'Union valdôtaine et Stella Alpina.
Cependant, la montée en puissance du parti au niveau national se traduit en 2018 dans la région par le bon score de la Ligue lors des élections générales du 4 mars, même si elle n'obtient pas d'élus, et surtout lors des élections régionales du 20 mai où elle obtient la deuxième place avec 17,06 % des voix, juste derrière l'Union valdôtaine. Élue présidente, Nicoletta Spelgatti forme un gouvernement de coalition qui prend fin en décembre de la même année.

## Condamnation
La Ligue est condamnée par la justice en aout 2019 à rembourser 49 millions d'euros à la suite d’une fraude d’anciens dirigeants. Le fondateur de la Ligue du Nord, Umberto Bossi, a utilisé à des fins privées (rénovation de maisons, fonctionnement d’une école privée fondée par son épouse, location de voitures de luxe, soins dentaires, achat d'un diplôme universitaire par son fils) un total de 49 millions d’euros, obtenus par la Ligue en remboursement de frais électoraux. Le trésorier de la Ligue, Francesco Belsito, est poursuivi pour avoir falsifié les comptes du parti. Les paiements seront échelonnés sur plusieurs décennies.